# Hažlín
Hažlín é um município da Eslováquia, situado no distrito de Bardejov, na região de Prešov. Tem 20,1 km² de área e sua população em 2018 foi estimada em 1.097 habitantes.

## Demografia
| Ano:        | 1994 | 2004   | 2014   | 2024   |
| ----------- | ---- | ------ | ------ | ------ |
| Broj ljudi: | 1193 | 1191   | 1135   | 1058   |
| Razlika:    |      | -0,16% | -4,70% | -6,78% |

| Ano:               | 2023 | 2024   |
| ------------------ | ---- | ------ |
| Número de pessoas: | 1051 | 1058   |
| Diferença:         |      | +0,66% |